# シークレット・ギグ
『シークレット・ギグ』（Secret Gig）は、1989年にリリースされた甲斐バンドの6作目のライブ・アルバム。

## 概要
1986年6月29日、日本武道館5日間解散公演の2日後に行われた、一夜限りのプレミアム・ライブの模様を収録。
このスペシャル・ギグは1500人限定だったが、それに対して24万通の応募があった。収録場所は黒澤フィルムスタジオ。一部の楽曲ではギターの田中一郎がベースを弾いている。
この日のちょうど3年後に甲斐バンドのデビュー15周年記念盤としてリリースされた。甲斐バンドとしては、LP盤が発売された最後のアルバムとなった。
現在は廃盤で、2007年の紙ジャケ再発シリーズにも入っていなかった。しかし、2005年のライヴCD-BOX『熱狂/ステージ』にMCと未発表2曲を追加して収録された。さらに、2008年にはDVD『DIRTY WORK』にこのギグの模様が初収録された（収録曲は異なる）。また、2013年3月27日に「絶対名盤LIVE」シリーズとして、オリジナルのSHM-CD版が発売された。

## 収録曲
- 全作詞・作曲：甲斐よしひろ（特記以外）

### LP
- CDに収録されている「ランデヴー」はオミットされている。

Side-A
1. キラー・ストリート
2. SLEEPY CITY
3. 東京の冷たい壁にもたれて
4. ジャンキーズ・ロックン・ロール
5. HELPLESS
作詞・作曲：Neil Young

Side-B
1. 港からやって来た女
  - 甲斐と親交のあるシンガーソングライターの中島みゆきとデュエットしている。
2. 青い瞳のステラ、1962年 夏
作詞：水甫杜司、作曲：上綱克彦
3. TWO OF US
作詞・作曲：Paul McCartney
4. 悪いうわさ
5. 25時の追跡
作曲：大森信和
6. 破れたハートを売り物に

### CD
1. キラー・ストリート
2. SLEEPY CITY
3. 東京の冷たい壁にもたれて
4. ジャンキーズ・ロックン・ロール
5. HELPLESS
6. 港からやって来た女
7. 青い瞳のステラ、1962年 夏
8. ランデヴー
9. TWO OF US
10. 悪いうわさ
11. 25時の追跡
12. 破れたハートを売り物に

## 当日のセットリスト
1. キラー・ストリート
2. SLEEPY CITY
3. きんぽうげ
4. ランデヴー
5. 東京の冷たい壁にもたれて
6. ジャンキーズ・ロックン・ロール
7. 悪夢
8. HELPLESS
9. テレフォン・ノイローゼ（映像・音源ともに未公開）
10. かりそめのスウィング（映像・音源ともに未公開）
11. TWO OF US
12. 青い瞳のステラ、1962年 夏
13. インストゥルメンタル（映像・音源ともに未公開）
14. 港からやって来た女 with 中島みゆき
15. KANSAS CITY（映像・音源ともに未公開）
16. ラヴ・マイナス・ゼロ
17. 25時の追跡
18. ダイナマイトが150屯 with 吉川晃司（映像・音源ともに未公開）
19. 漂泊者（アウトロー）
20. ポップコーンをほおばって
21. 悪いうわさ
22. 破れたハートを売り物に

## 参加ミュージシャン
- Vocals, Guitar, Harmonica：甲斐よしひろ
- Guitar, Vocals：大森信和
- Drums, Guitar, Vocals：松藤英男
- Guitar, Vocals, Bass Guitar：田中一郎
  - Drums：上原ユカリ
  - Keyboard：上綱克彦, 竹田元
  - Saxophones：徳広ユタカ
  - Percussions：マック清水
  - Bass Guitar：岡沢茂
  - Vocal：中島みゆき (on-6)

(courtesy of PONY CANYON INC.)